# Trappistinnenabtei Wrentham
Die Trappistinnenabtei Wrentham ist seit 1949 ein US-amerikanisches Kloster in Wrentham, Norfolk County (Massachusetts), Erzbistum Boston.

## Geschichte
Das irische Kloster Glencairn gründete 1949 in Massachusetts an der Grenze zu Rhode Island, unweit des Trappistenklosters Our Lady of the Valley („Mariental“, später: Trappistenabtei Spencer), Mount St. Mary’s Abbey („Marienberg“), das erste zisterziensische Frauenkloster in den Vereinigten Staaten, das bereits 1950 zur Abtei erhoben wurde und bis 1987 drei Tochterklöster gründen konnte.

### Oberinnen und Äbtissinnen
- Bernard O’Donnell (1949–1952)
- Angela Norton (1952–1986)
- Agnes Day (1986–2008)
- Maureen McCabe (2008–)

### Gründungen
- 1964: Trappistinnenabtei Mississippi  (Iowa)
- 1972: Trappistinnenkloster Santa Rita (Arizona)
- 1987: Trappistinnenkloster Crozet (Virginia)